# Municipio de Aetna (Kansas)
El municipio de Aetna (en inglés: Aetna Township) está ubicado en el condado de Barber, en el estado de Kansas (Estados Unidos).

## Geografía
El municipio de Aetna se encuentra ubicado en las coordenadas 37°4′6″N 98°54′57″O / 37.06833, -98.91583. Según la Oficina del Censo de los Estados Unidos, en 2010 tenía una superficie total de 318,57 km², de la cual 318,15 (99,87%) correspondían a tierra firme y 0,41 (0,13%) a agua.

## Demografía
Según el censo de 2010, el municipio de Aetna estaba habitado por 7 personas, todas ellas de raza blanca, y su densidad de población era de 0,02 hab/km².